# BMPx
BMPx (сокр. от Beep Media Player eXperimental) — заброшенный свободный аудиоплеер для Linux и других UNIX-подобных систем. Проект BMPx был задуман как следующее поколение Beep Media Player. Код был переписан с C на C++, система XMMS-овских плагинов была заменена на GStreamer, был полностью изменён пользовательский интерфейс, в результате чего BMPx имел мало общего с Beep Media Player.
Изначально проект использовал домен «beep-media-player.org». В конце 2007 из-за несогласованности участники проекта потеряли право на домен..